# Земских, Владимир Афанасьевич
Владимир Афанасьевич Земских (5 февраля 1917, Благовещенск — 2 сентября 1998, Благовещенск) — советский военный лётчик, Герой Советского Союза (1945).

## Биография
Владимир Земских родился 5 февраля 1917 года в Благовещенске (ныне — Амурская область). По окончании семи классов школы и школы фабрично-заводского ученичества работал токарем на Благовещенской судоверфи. 
В сентябре 1938 года Земских был призван на службу в Рабоче-крестьянскую Красную Армию. В марте 1940 года он окончил Иркутское военное авиационно-техническое училище, в 1944 году — Чкаловскую военную авиационную школу пилотов. С июня 1944 года — на фронтах Великой Отечественной войны. Принимал участие в боях на 1-м и 2-м Белорусских фронтах. Участвовал в освобождении Белорусской ССР, Польши, Германии.
К концу войны лейтенант Земских командовал эскадрильей 569-го штурмового авиаполка 199-й штурмовой авиадивизии 4-го штурмового авиакорпуса 4-й воздушной армии 2-го Белорусского фронта. За время своего участия в боях совершил 110 боевых вылетов, уничтожив 7 танков, 89 автомашин, 6 паровозов, около 70 вагонов, 11 складов, подавил огонь 37 батарей артиллерии, уничтожил около 300 вражеских солдат и офицеров.
В 1946 году Земских был уволен в запас. Работал в системе гражданского воздушного флота, летал на самолётах «По-2» и «Ил-14». После ухода по состоянию здоровья с лётной работы был руководителем полётов Благовещенского аэропорта. 
Владимир Афанасьевич Земских умер 2 октября 1998 года.

## Награды
- Герой Советского Союза — за мужество и героизм, проявленные при нанесении штурмовых ударов по врагу (указ Президиума Верховного Совета СССР от 18 августа 1945 года[3]
- Орден Ленина (1945)[3]
- Три ордена Красного Знамени, два ордена Отечественной войны 1-й степени, ряд медалей[3]